# بيث مور
بيث مور (بالإنجليزية: Beth Moore)‏ هي كاتِبة أمريكية، ولدت في 16 يونيو 1957 في غرين باي في الولايات المتحدة.

## وصلات خارجية
- بيث مور على موقع IMDb (الإنجليزية)
- بيث مور على موقع ديسكوغز (الإنجليزية)
- بيث مور على موقع قاعدة بيانات الفيلم (الإنجليزية)